# Абульфаз Ельчибей
Абульфа́з Гадіркули́-огли Ельчибе́й (азерб. Əbülfəz Qədirqulu oğlu Elçibəy, справжнє прізвище  Алієв; 24 червня 1938 року, с. Келекі, Ордубадський район, Нахічеванська АРСР, Азербайджанська РСР — 22 серпня 2000, Анкара, Туреччина) — азербайджанський державний, політичний та громадський діяч, перекладач, дисидент, лідер Народного фронту Азербайджану, президент Азербайджану (1992—1993). Ельчибей став першим всенародно й демократично обраним президентом країни. Але у період його правління країна опинилась у стані політичної нестабільності з погіршенням економічного становища, а успішні воєнні операції завершились тяжкими поразками у Карабаському конфлікті. Криза, спричинена збройним заколотом у Гянджі, призвела до самоусунення Президента від керівництва країною, а потім і до відставки, яку вирішив результат всенародного референдуму.

## Біографія

### Вчений та дисидент
Абульфаз Алієв народився у селі Келекі Ордубадського району Нахічеванської АРСР, у родині Гадіркулі Алієва, що загинув у роки Німецько-радянської війни, та Мейранси Джафар кизи Алієвої. У 1957 році він закінчив відділення арабської філології факультету сходознавства Азербайджанського державного університету. Деякий час працював у Єгипті перекладачем, потім повернувся до Баку, де з 1969 до 1974 року займався викладацькою діяльністю, зокрема читав лекції в Азербайджанському державному університеті.
Алієв рано долучився до дисидентського руху, виступав пропагандистом пантюркізму. У 1973 році він організував у Бакинському університеті студентський гурток «Свобода», члени якого обговорювали проблеми відновлення державної незалежності Азербайджану, а 1975 року його заарештували й засудили «за наклеп на радянський державний та суспільний устрій». Він провів в ув'язненні півтора року.
Після звільнення він продовжив наукову діяльність на посаді провідного наукового співробітника Інституту рукописів Академії наук Азербайджану.

### Політична діяльність
Наприкінці 1980-х — початку 1990-х років Абульфаз Алієв — один з лідерів азербайджанського національного руху. У цей період він узяв собі прізвище «Ельчибей», що означає «посланник народу». 16 липня 1989 року він стає головою Народного фронту Азербайджану.
У перших президентських виборах у вересні 1991 року Ельчибей участі не брав і керівником республіки було обрано Аяза Муталібова.

## Президент Азербайджану

### Прихід до влади
У березні 1992 року під тиском опозиції Аяз Муталібов був змушений подати у відставку, однак через місяць Муталібов спробував повернутись до влади. Він зажадав від Верховної Ради Азербайджану відновлення його на посаді президента та скасування нових виборів. 14 травня Верховна Рада задовольнила його прохання й проголосувала за відновлення його на посту президента. У відповідь на відновлення Муталібова на посту президента країни, почався мітинг прихильників опозиції перед будівлею НФА. Вранці 15 травня керівництво Народного фронту висунуло Муталібову ультиматум з вимогою добровільно піти до 15:00 з посту президента. Після закінчення ультиматуму натовп з-поміж прибічників Народного фронту починає марш до будівлі Верховної Ради, й після невеликої перестрілки, захоплює її. За кілька годин спалахує президентський палац, але президента там не виявилось. Муталібов втік з країни.
18 травня на сесії Верховної Ради Ягуб Мамедов подає у відставку з посту голови й на його місце призначається представник Народного фронту Іса Гамбар. 7 червня 1992 року в Азербайджані відбулись президентські вибори, перемогу на яких здобув Абульфаз Ельчибей, набравши 59,4 % голосів. Буквально до дня інаугурації він жив на сьомому поверсі типової бакинської «хрущоби» у квартирі брата. 17 червня у будівлі Верховної Ради відбулась церемонія інаугурації нового президента Азербайджану.

### Внутрішня та зовнішня політика
Прийшовши до влади, Ельчибей і його команда зіткнулись із серйозними військовими невдачами азербайджанських збройних формувань у Нагірному Карабаху. Влітку азербайджанські війська починають широкомасштабний наступ на позиції супротивника, в результаті чого під контроль Азербайджану повертаються Шаумянівський і частина Мардакертського й Аскеранського районів.
У зовнішній політиці Ельчибей зайняв антиросійську та антиіранську позицію. Він артикулював ідею об'єднання незалежного Азербайджану з Південним Азербайджаном, що знаходився у складі Ірану. 12 вересня 1992 року він здійснив візит до Москви, в ході якого було підписано «Угоду про дружбу, співробітництво та взаємну безпеку між Азербайджанською Республікою та Російською Федерацією». При цьому він відмовлявся говорити російською та вів перемовини через перекладача. На початку грудня він відвідав Київ, де Ельчибей і президент України Леонід Кравчук підписали «Угоду про дружбу та співробітництво між Україною й Азербайджанською Республікою». За тиждень до візиту в Україну на II з'їзді Народного фронту Ельчибей заявив, що у зовнішній політиці Азербайджанська Республіка буде орієнтуватись на посилення зв'язків із США та Великою Британією, а «що ж стосовно республік колишнього Союзу, то тут пріоритет буде надаватись Україні».
18 серпня 1992 року Ельчибей підписав указ про вступ Азербайджану до МВФ, МБРР та пов'язаних з ними організацій, а наступного дня було прийнято закон про впровадження у життя конвенцій та угод цих організацій в Азербайджані. Того ж місяця він ввів своїм указом у обіг національну грошову одиницю — манат. 19 вересня ним було опубліковано указ про захист прав і свобод, державну підтримку розвитку мови і культури національних меншин. У цей час у воєнних діях на карабаському фронті відбувається перелом на користь вірменів й успішні до цього військові операції обертаються поразками.
До 25 лютого 1993 року супротивник цілком заволодів Сарсанським водосховищем, а 3 квітня вірмени захопили Кельбаджар. У цих умовах Ельчибей ввів у країні воєнний стан.

### Заколот Сурета Гусейнова й усунення від влади
28 травня російська армія, до завершення раніше встановленого терміну, йде з Гянджі, а залишена російськими частинами зброя дісталась бійцям полковника Сурета Гусейнова. 4 червня урядові війська починають операцію «Тайфун» із роззброєння повсталого полковника, яка обернулась поразкою та загибеллю людей. Бійцям Сурета Гусейнова вдалось взяти у полон генерального прокурора Іхтіяра Ширінова. Насамперед Гусейнов наказав генеральному прокурору виписати ордер на арешт Абульфаза Ельчибея, а починаючи з 10 червня його підрозділи почали рухатись на Баку. В умовах політичної кризи, що назрівала, Ельчибей запрошує до Баку Гейдара Алієва, до того часу, голову парламенту Нахічеванської автономної республіки. На зустрічі, що відбулась 10 числа, Ельчибей запропонував Алієву пост прем'єр-міністра, на що Алієв вирішує обміркувати цю пропозицію.
Перемовини з Суретом Гусейновим, посередником на яких виступив Гейдар Алієв, не дали результатів. 10 червня Іса Гамбар подає у відставку з посту голови Міллі Меджлісу, а 15 червня Міллі Меджліс обирає Алієва своїм головою. У ніч з 17 на 18 червня Ельчибей несподівано полетів до Нахічевані й оселився у своєму рідному селі Келекі. 25 червня Міллі Меджліс Азербайджану проголосував за позбавлення Ельчибея президентських повноважень та їх передачу голові парламенту Гейдару Алієву, але оскільки таке рішення не відповідає Конституції країни, то парламентарі вирішили винести питання про довіру президенту країни на всенародний референдум. 28 серпня 1993 року на референдумі про довіру Абульфазу Ельчибею за його відставку проголосувало 97,5 % громадян країни. На наступних президентських виборах перемогу здобуває Гейдар Алієв, ставши новим президентом Азербайджану.

## Останні роки: повернення до політики
Після формального завершення терміну своїх президентських повноважень, експрезидент отримав можливість повернутись до столиці. Його було обрано головою Демократичного конгресу Азербайджану, який об'єднав всі основні опозиційні партії країни, став керівником загальнонаціонального руху «За виборчу реформу й демократичні вибори». Ельчибей виступав за вихід країни з СНД.
6 листопада 1998 року, виступаючи на пресконференції, Ельчибей заявив, що чинний президент Гейдар Алієв, перебуваючи на посту Голови КДБ Азербайджану, був причетним до створення Робочої партії Курдистану, що вела збройну боротьбу за створення незалежної курдської держави у Туреччині. Проти Абульфаза Ельчибея порушили кримінальну справу за статтею 188-6 КК АР (образа честі й гідності президента шляхом розповсюдження свідомо неправдивої інформації) й у січні наступного року судовий процес у справі експрезидента.

### Смерть
У квітні 2000 року в Туреччині Абульфазу Ельчибею, у якого був рак простати, зробили операцію, але в червні він знову опинився у шпиталі. Ельчибей помер вранці 22 серпня у турецькому військовому шпиталі «Гюлхані» від тривалої хвороби. Вранці 24 серпня у штаб-квартирі Народного фронту Азербайджану почалась церемонія прощання з експрезидентом країни, після чого труну з тілом перенесли до будівлі Академії наук. Труну супроводжували 50 тис. осіб. В церемонії прощання взяв участь президент Гейдар Алієв. 11 хвилин, які він провів біля тіла, натовп кричав: «Найвеличніший — Ельчибей, і немає йому рівних». Після траурного мітингу труну з тілом Ельчибея поховали на Алеї почесних поховань.
Ще до смерті Гейдар Алієв доручив своєму послу надавати Ельчибею усіляку допомогу під час його лікування у Туреччині, а після смерті висловив співчуття рідним та прихильникам Абульфаза Ельчибея, створив держкомісію для організації його поховання.

### Відеоматеріали
- Президентська присяга Абульфаза Ельчибея [Архівовано 5 липня 2015 у Wayback Machine.]
- Інтерв'ю з Ельчибеєм [Архівовано 8 липня 2015 у Wayback Machine.]
- Промова Абульфаза Ельчибея на мітингу 1999